# 新潟県道25号柿崎小国線
新潟県道25号柿崎小国線（にいがたけんどう25ごう かきざきおぐにせん）は、新潟県上越市から長岡市に至る県道（主要地方道）である。

## 概要
新潟県道25号柿崎小国線は、区間によってまったく役割が大きく違う道路であり、通常全区間を通して通行することはない。
- 上越市の国道8号から柏崎市の国道353号に至るまでの区間
  - 米山の山地を通り幅員狭小、線形不良であり交通量はあまり多くない。この区間を移動するには国道8・353号経由が一般的である。
- 国道353号から国道252号に至るまでの区間
  - よく整備されており、柏崎市内の地区間移動が主な役割である。
- 国道252号から長岡市の国道403・404号に至るまでの区間
  - 柏崎市や同市高柳町と長岡市の小国地域を結ぶ区間であるが、これらの地域を結ぶ道路は近年になって並行する国道291号が主に整備されたため交通量が少なくなった。

新潟県道25号柿崎小国線は、かつては県道柿崎小千谷線という道路名で、長岡市の小国地域から先小千谷市まで続いていたが、その区間は現在国道403号となっている。
なお、上越市柿崎区黒岩から柏崎市田屋字石塚に至る「小村峠」は冬季通行止となる。

### 路線データ
- 起点：上越市柿崎区柿崎（住吉町交差点＝新潟県道129号犀潟柿崎線交点）
- 終点：長岡市小国町相野原（小国町相野原交差点＝国道403号・国道404号交点）

## 歴史
- 1993年（平成5年）5月11日 - 建設省から、県道柿崎小国線が柿崎小国線として主要地方道に指定される[1]。

## 路線状況

### 重複区間
- 国道252号（柏崎市与板 - 山室）

## 地理

### 通過する自治体
- 上越市
- 柏崎市
- 長岡市

### 交差する道路
- 上越市
  - 新潟県道129号犀潟柿崎線（住吉町交差点）
  - 国道8号（旭町交差点）
  - 新潟県道61号柿崎牧線（下小野交差点）
  - 新潟県道524号黒岩下小野線（柿崎区黒岩）
- 柏崎市
  - 新潟県道257号田屋青海川停車場線（田屋字石塚）
  - 国道353号（野田交差点）
  - 新潟県道522号野田西本線（廻谷）
  - 国道252号（与板）
    - 与板 - 山根橋北詰間、国道252号重複
- 長岡市
  - 新潟県道171号塚山小国線（小国町猿橋交差点）
  - 国道404号・国道403号（小国町相野原交差点）